# Ahmad ibn Muhammad al-Tha'labi
Abū Isḥāq Aḥmad ibn Muḥammad ibn Ibrāhīm ibn al-Nīsābūrī al-Thaʿlabī (in arabo أبو إسحاق أحمد ﺑﻦ ﻣﺤﻤﺪ ﺑﻦ ﺍﺑﺮﺍﻫﻴﻢ ﺑﻦ ﺍﻟﻨﻴﺴﺎﺑﻮﺭﻱ ﺍﻟثَعلَبﻲ‎?); Nishapur, ... – Nishapur, novembre 1035) è stato uno scrittore persiano di tafsīr e di racconti coranici (qiṣaṣ), tutti redatti in lingua araba.
Di Ahmad ibn Muhammad al-Tha'labi sono sopravvissute due opere:
1. l'esegesi coranica, intitolata Kashf wa l-bayān ʿan tafsīr al-Qurʾān (di cui è stata pubblicata, a cura di I. Goldfeld, solo l'Introduzione bibliografica (Quranic commentary in the Eastern Islamic tradition of the first four centuries of the hijra: an annotated edition of the preface to Thaʿlabī's "Kitāb al-kashf wa l-bayān ʿan tafsīr al-Qurʾān", Acri, 1984), ricca di notizie su antichi commentatori non considerati appieno affidabili dalla cultura religiosa islamica, come Muqātil b. Sulaymān o Muḥammad b. al-Sāʾib al-Kalbī), che sarebbero stati poi sinteticamente incorporati nel tafsīr del secolo successivo, elaborato da al-Bayḍāwī (Maʿālim al-tanzīl).
2. Le sue storie relativi ai profeti, intitolate Qiṣaṣ al-anbiyāʾ ʿarāʾis al-majālis